# Karl von Breitenstern
Karl von Breitenstern (* 25. Juni 1777 in Wismar; † 14. Februar 1825 ebenda), ursprünglich als Karl Christoph Augustin Breitsprecher geboren, war ein deutscher Jurist, königlich schwedischer Justizrat und Bürgermeister von Wismar. Er förderte in besonderer Weise das Musikleben in Wismar am Anfang des 19. Jahrhunderts.

## Leben
Er war der Sohn des Franz Philipp Breitsprecher, Assessor und späterer Vizepräsident des Obertribunals Wismar, der 1788 vom schwedischen König als von Breitenstern geadelt wurde. Er besuchte die Schule in Wismar, studierte drei Jahre an der Universität Jena und ein Jahr an der Universität Göttingen. 1800 war er Referendar am Hofgericht in Greifswald. 1801 wurde er Sekretär beim königlichen Gouvernement Wismar und Justiziar der Ämter Poel und Neukloster. 1803 wurde er Syndikus der Stadt Wismar. Während der Franzosenzeit wurden von Breitenstern, der Bürgermeister Emanuel Hermann Fabricius und der Stadtsekretär Walter im August 1813 zeitweise von den französischen Truppen unter Louis Henri Loison gefangen genommen.
1814 wurde er erster Bürgermeister der Stadt und Direktor des Konsistoriums. In dieser Funktion war er an der Entstehung verschiedener städtischer Einrichtungen beteiligt und galt als Förderer der Wissenschaften und Künste.
Bereits vor seiner Amtszeit als Bürgermeister organisierte der musikinteressierte Karl von Breitenstern in Wismar Konzerte, zu denen auswärtige Künstler eingeladen wurden. Er setzte sich für die Gründung eines Musikvereins ein, der die Ausbildung talentierter Musiker unterstützen sollte. Ende 1816 organisierte er ein Musikfest in der Nikolaikirche, bei dem etwa 100 Chorsänger aus Wismar und anderen Städten Mecklenburgs sowie Musiker der Schweriner Hofkapelle gemeinsam „Die Schöpfung“ von Joseph Haydn aufführten. Dieser ersten größeren gemeinsamen Aufführung musikalischer Werke in der Region folgten in den nächsten Jahren weitere. 1818 gründete er in Wismar einen Gesangverein. Mit diesem Chor und weiteren auswärtigen Musikern, insgesamt mehr als 200 Personen, erfolgte 1820 an zwei Tagen eine Aufführung von Georg Friedrich Händels Judas Maccabaeus sowie des Requiems von Wolfgang Amadeus Mozart. Er initiierte einen Verein, der sich der Instrumentalmusik widmete, und einen weiteren, der Opernarien mit Klavierbegleitung aufführte. Auch seine Schwester Ulrike von Breitenstern (1776–1828) wurde als Musikerin bekannt.
Bereits mit seinem Sohn, dem Amtmann und Regierungssekretär Gustav von Breitenstern in Dömitz, erlosch die adlige Familie von Breitenstern.